# Mercedes-Benz M100
Il Mercedes-Benz M100 (o Daimler-Benz M100) è un motore a scoppio prodotto dal 1963 al 1980 dalla Casa tedesca Daimler-Benz per il suo marchio automobilistico Mercedes-Benz.

## Profilo e caratteristiche

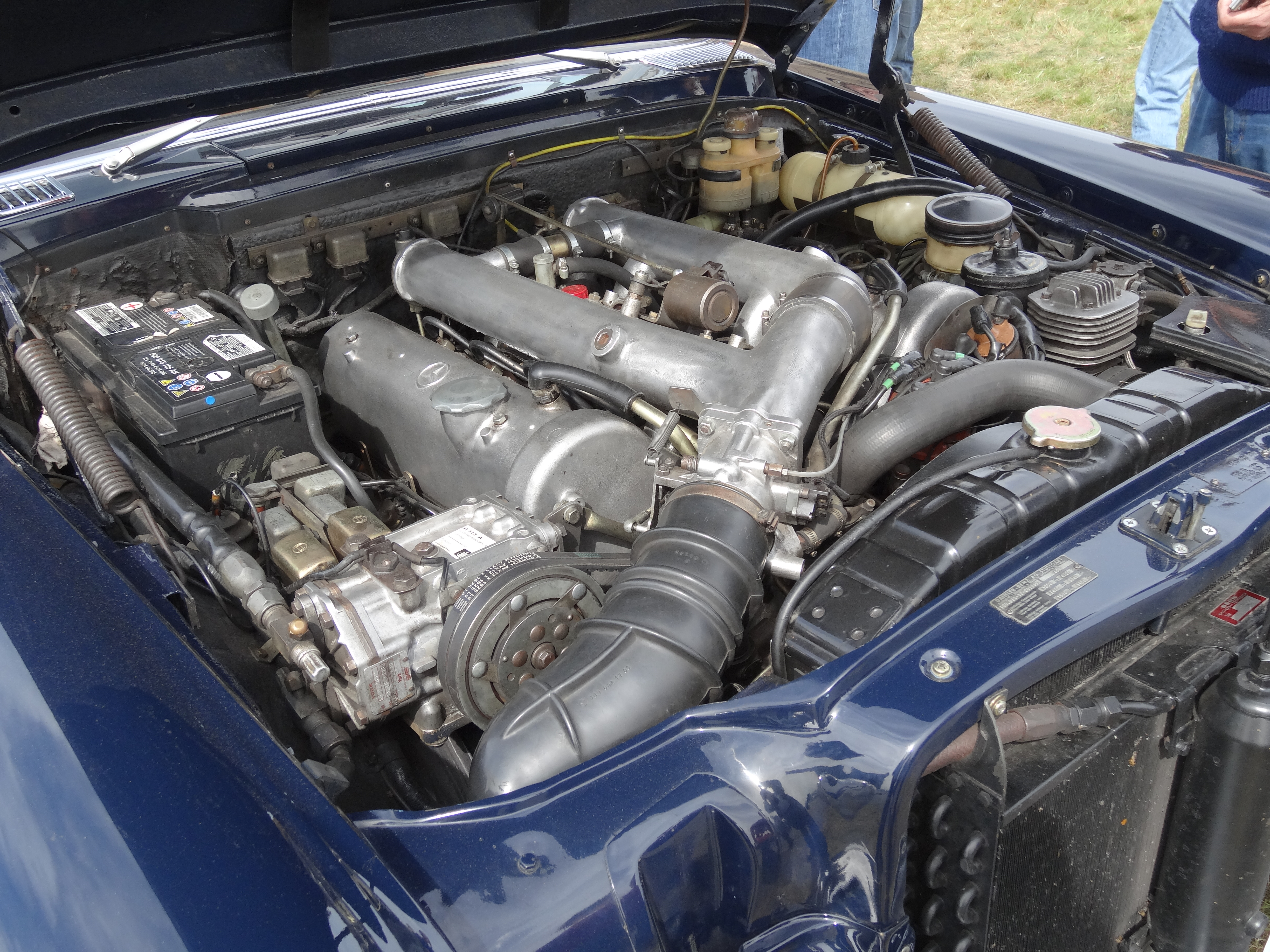
Vista di un motore M100

Dal punto di vista storico, il motore M100 ha avuto l'onore di riportare un motore ad 8 cilindri sotto una vettura con il marchio della Stella a tre punte. Tale assenza perdurava dal 1944. Ma non si tratta della sola novità: il motore M100, infatti, è anche il primo motore V8 nella storia della Mercedes-Benz, mentre i precedenti motori ad 8 cilindri erano disposti in linea.

Al suo debutto, il motore M100 è stato anche il più grande motore Mercedes-Benz in termini di cilindrata. Esso è stato infatti proposto inizialmente in versione da 6.3 litri, per poi aumentare qualche anno dopo fino a quasi 7 litri. Si tratta in ogni caso di un motore destinato a modelli di classe assai elevata.

Le caratteristiche in comune nelle due versioni del motore M100 erano:
- architettura ad 8 cilindri a V;
- angolo di 90° tra le due bancate;
- monoblocco in ghisa;
- testate in lega di alluminio;
- distribuzione ad un albero a camme in testa per bancata;
- testate a due valvole per cilindro;
- alimentazione ad iniezione meccanica Bosch;
- albero a gomiti su 5 supporti di banco.

Di seguito vengono descritte le caratteristiche di ognuna delle due versioni del motore M100.

### M100E63
Questa sigla identifica il motore M100 da 6.3 litri. Tale motore ha debuttato nel 1963 ed è sempre rimasto in produzione fino al 1981: l'altra versione, quella da 6.9 litri non ha sostituito la prima, ma ha proseguito parallelamente ad essa, anch'essa fino al 1980.

Il 6.3 M100 possiede le seguenti caratteristiche:
- alesaggio e corsa: 103x95 mm;
- cilindrata: 6332 cm³;
- rapporto di compressione: 9:1;
- potenza massima: 250 CV a 4000 giri/min;
- coppia massima: 500 Nm a 2800 giri/min;
- applicazioni:
  - Mercedes-Benz 600 W100 (1963-81);
  - Mercedes-Benz 300SEL 6.3 W109  (1968-72).

### M100E69
Il motore M100 da 6.9 litri ha esordito nel 1975 e nasce dalla rialesatura dell'unità da 6.3 litri. Il diametro dei cilindri è stato infatti portato da 103 a 107 mm, portando così la cilindrata a 6934 cc. Leggermente inferiore il rapporto di compressione, sceso ad 8.8:1, mentre la potenza massima è salita a 286 CV a 4250 giri/min. Migliorata anche l'erogazione della coppia, il cui picco è salito fino a 550 N·m a 3000 giri/min.

Questo motore è stato montato sulla Mercedes-Benz 450SEL 6.9 W116 (1975-80).